# Fausia Kufi

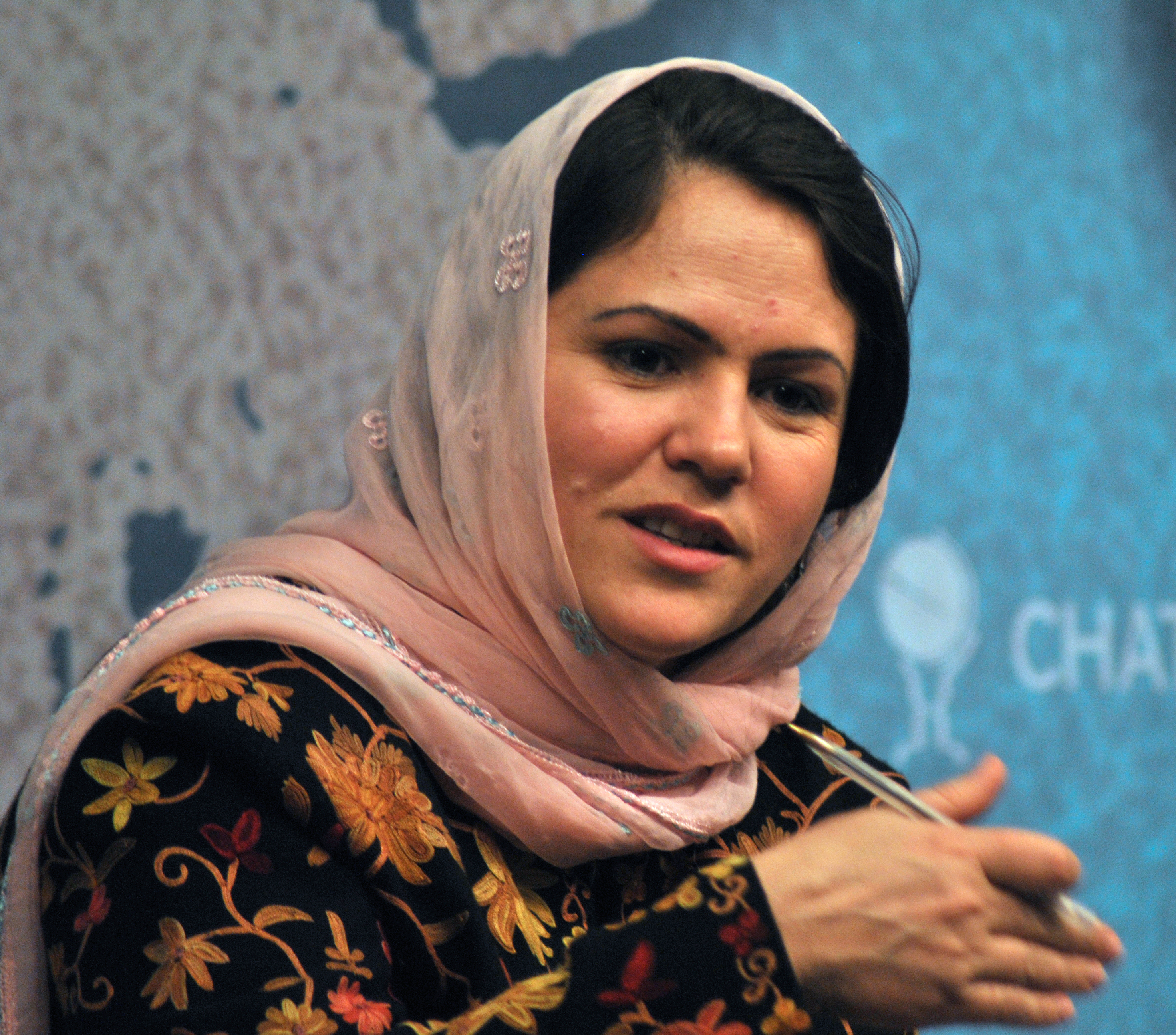
Fausia Kufi im Chatham House 2012

Fausia Kufi (persisch فوزیه کوفی engl.: Fawzia Koofi; geboren 1975 in Kowaf Ab in der Provinz Badachschan) ist eine afghanische Politikerin, Frauenrechtlerin und Autorin. Sie war Mitglied des afghanischen Parlaments in Kabul und Vizepräsidentin der Nationalversammlung.

## Familie und Jugend
Fausia Kufis Vater, der Politiker Abdul Rahman, hatte 23 Kinder mit sieben Frauen, darunter bereits vor Fausias Geburt mehrere Söhne. Als Mädchen sollte Fausia dem Tod überantwortet werden und wurde dazu schutzlos unter freiem Himmel der Sonne ausgesetzt. Erst als sie nach einem Tag immer noch schrie, besann sich die Mutter, holte sie wieder hinein und begann sie als Tochter großzuziehen. Schon innerhalb der Familie erkämpfte Fausia Kufi sich gegenüber dem Vater und den Brüdern ihre Rechte. Sie konnte ihre Eltern davon überzeugen, sie zur Schule zu schicken, besuchte anschließend die Universität, die sie mit einem Master in Business und Management abschloss.

## Beruflicher Werdegang und politisches Wirken
Zur Zeit der Herrschaft der Taliban in Afghanistan arbeitete sie für die Vereinten Nationen. Fausia Kufis Mann wurde gefoltert und starb 2003 im Gefängnis.
2005 wurde Kufi als Vertreterin der Provinz Badachschan in die Wolesi Dschirga, das Unterhaus des afghanischen Parlaments, gewählt. Sie war Stellvertretende Sprecherin des Unterhauses und wurde bei den Wahlen 2010 wiedergewählt.
Sie setzt sich für die Rechte von Frauen ein und kritisiert die neuen Leitlinien für das Verhalten von Frauen, welche Hamid Karsai 2009 mit den Führern der Taliban aushandelte, als „grünes Licht für die Talibanisierung“ der afghanischen Gesellschaft. Darin stand: „Männer sind von fundamentaler Bedeutung, Frauen sind nachrangig.“ Männer durften zum Beispiel ihre Frauen schlagen, solange es mit den religiösen Bestimmungen im Einklang stand. Nach einer Veranstaltung zum Internationalen Frauentag 2010 schossen bewaffnete Männer auf sie. Sie überlebte das Attentat; einer ihrer Bodyguards wurde verletzt.
Sie galt als mögliche Kandidatin für das Präsidentschaftsamt und Herausforderin von Hamid Karsai. Für die Präsidentschaftswahl 2014 wurde aber das Mindestalter auf 40 Jahre heraufgesetzt, sodass sie nicht zur Wahl antreten konnte.
Im Jahr 2019 beschrieb sie die politischen Veränderungen in Afghanistan ab 2001 und die zwei Gruppen von Taliban, die liberale Gruppe, die sich in den Verhandlungen zeige, und den radikalen militärischen Flügel. Das Verhalten gegenüber Frauen sei gerade in der jungen Generation der gewaltbereiten Taliban extremer geworden.
Einen am 14. August 2020 auf einer Schnellstraße nördlich von Kabul auf sie verübten Anschlag, bei dem Unbekannte auf sie und ihre Schwester schossen, überlebte sie mit Verletzungen an der Hand. Sie war eine von vier Frauen in der Delegation, die für die Verhandlung 2020 mit den Taliban zur Befriedung Afghanistans vorgesehen waren. Präsident Aschraf Ghani verurteilte die Tat aufs Schärfste. Die Sicherheitsbehörden hätten Ermittlungen eingeleitet, so der Leiter der Delegation Mohammed Masum Staneksai. Die Taliban wiesen eine Beteiligung an dem Anschlag zurück.
Im Zuge der Machtübernahme der Taliban im August 2021 wurde Fausia Kufi in Kabul unter Hausarrest gestellt. Am 1. September 2021 verließ sie ihr Heimatland und befindet sich seither im Exil.

## Auszeichnungen
- 2021: Anna-Politkowskaja-Preis[12]

## Werke
Ihr Werk Letters to My Daughters erschien zuerst auf Französisch bei Michel Lafon Publishing und wurde in mehrere Sprachen übersetzt, unter anderem ins Englische,  Italienische, Spanische, Portugiesische und Polnische. Das Buch entstand aus den Briefen, die sie an ihre beiden Töchter Shuhra und Shaharazad schrieb, wenn sie verreiste, in der Sorge, dass sie möglicherweise nicht lebend zurückkehre. Darin versicherte sie ihnen, dass sie Politik mache, „damit ihr - meine heiß geliebten Töchter - frei seid, eure Leben zu leben und eure Träume zu träumen“.
In ihrer Autobiografie Nur eine Tochter, die in englischer, niederländischer und deutscher Sprache erschien, beschreibt sie die im Land üblichen Situationen häuslicher Gewalt in der eigenen Familie. Der Titel des Buches bezieht sich auf den Stellenwert, den Fausia Kufi bei ihrer Geburt für die Familie hatte.

## Veröffentlichungen
- Letters to My Daughters. Douglas & Mcintyre Canada, 2011, ISBN 978-1-55365-876-4 (englisch) [Lettres à mes filles, éditions Michel Lafon, 2011; französisch]
- Nur eine Tochter. Eine Frau verändert Afghanistan (Übersetzung: Anne Emmert). Goldmann München, 2012, ISBN 978-3-442-15745-7.